# Waleed Al-Salam
Waleed Al-Salam (àrab: وليد السلام, Walīd as-Salām) (Bagdad, 15 de juliol de 1926 - Edmonton, 14 d'abril de 1996) va ser un matemàtic que va introduir els polinomis d'Al-Salam-Chihara, els polinomis d'Al-Salam-Carlitz, els polinomis q-Konhauser i els polinomis d'Al-Salam-Ismail. Va ser professor emèrit a la Universitat d'Alberta.
Nascut a Bagdad (Iraq), Al-Salam es va llicenciar en enginyeria física (1950) i M.A. en matemàtiques (1951) per la Universitat de Califòrnia a Berkeley. Va completar la seva formació a la Universitat Duke, rebent el seu doctorat per la seva tesi sobre polinomis de Bessel (1958).